# Impasse Massonnet
Pour les articles homonymes, voir Massonnet.
L'impasse Massonnet est une voie située dans le quartier de Clignancourt du 18e arrondissement de Paris.

## Origine du nom

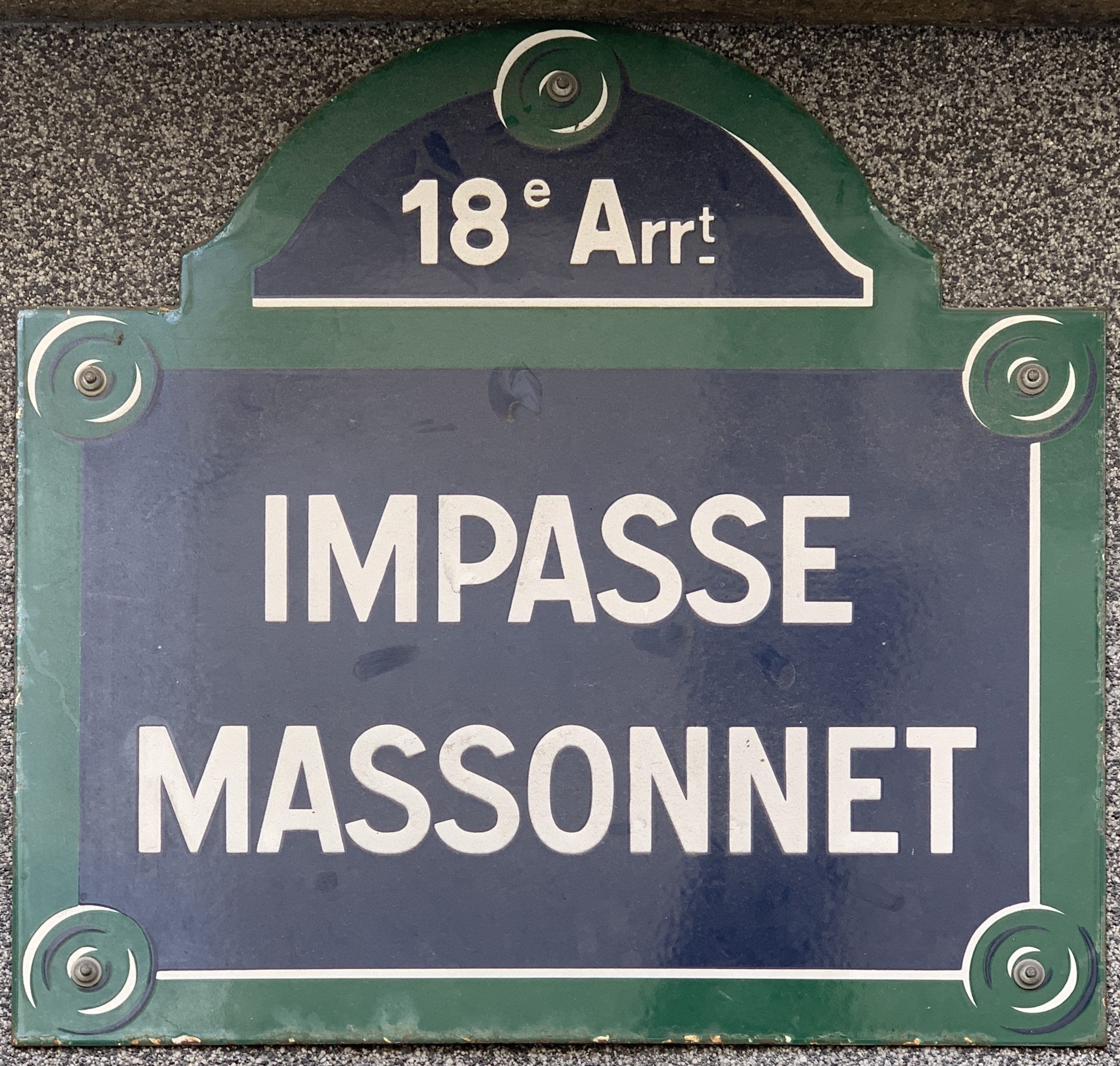
Plaque de l'impasse.

La rue tire son nom de celui d'un ancien  propriétaire local.

## Historique
Cette impasse formée sous sa dénomination actuelle en 1840 dans l'ancienne commune de Montmartre est classée dans la voirie parisienne par un décret du 23 mai 1863. 
Cette impasse qui ouvrait historiquement sur la rue des Poissonniers jusqu'à la fin des années 1940, a été restructurée en 1951 par la fermeture de cet accès et l'ouverture d'un retour sur la rue Championnet. 